# ジン (ヘッセン)
ジン (ドイツ語: Sinn, ドイツ語発音: [zɪn]) は、ドイツ連邦共和国ヘッセン州ギーセン行政管区のラーン＝ディル郡に属す町村（以下、本項では便宜上「町」と記述する）である。

## 地理

### 位置
ジンは、ヘルボルンから南に 3 kmのディルタール（ディル川の谷）内、ヴェスターヴァルトの麓の高度 185 m から 356 m に位置している。

### 隣接する市町村
ジンは、北東はミッテンアール、東はエーリングスハウゼン、南はグライフェンシュタイン、北西はヘルボルン（いずれもラーン＝ディル郡）と境を接している。

### 自治体の構成
自治体ジン（人口 6,636人）は、以下の地区で構成されている。
- エーディンゲン（1,182人）
- フライスバッハ（1,855人）
- ジン（3,599人）

## 歴史
ディルタールの肥沃な斜面や横谷では、極めて古くから定住がなされていた。1950年代に、ローマ時代の道具の破片や痕跡、家屋の跡、炊事場や宝石が発掘された。エーディンゲン地区の出土品はあらゆる時代のものがあり、紀元前4世紀から継続的に集落が存在していたことを示している。文書記録は3つの地区ともに13世紀から遺されている。
エーディンゲンとフライスバッハは農業を主体としており、20世紀半ばまでその構造を保持していた。これに対してジンは、19世紀半ばに産業革命を経験した。ジーク=ディル地域の鉱石産出は、製鉄業やこれに続く鋳造業、金属加工業の操業に有利であった。
ジンの旧墓地は、古い墓石の多くが撤去されているにもかかわらず、集落の歴史の重要な証拠である。4世紀もの間空き家となっており、世界大戦の戦死者と行方不明者に献げられた古い小さな木組みの教会も歴史の証である。カルヴァン主義のナッサウ時代に疎開してきた調度品が、少なくとも1950年代後期まで使われ、そのまま放置されていた。教区監督のブレーヒャーと教区監督の未亡人であったヴァイデンバッハが夕べの礼拝の唯一の参加者であった。
第二次世界大戦中に 50 - 100 kg のアメリカ軍の爆撃がジン町内に投下されたが、そのうち2発だけが狙い通りの標的に限局的な損傷を負わせただけであった。残りは鉄道ギーセン - ケルン線やジンの工業地域および住宅地といった目標を外れ、ジンとエーディンゲンとの間のヘレに落下した。ここには現在も爆撃の跡があり、戦後60年以上が経った後でも明らかに識別できる。不発弾は、「森の爆弾投下地域」から撤去されていない。
ヘッセン州の地域再編に伴って、1977年1月1日にそれまで独立した町村であったエーディンゲンとフライスバッハがジンに合併した。

### 領邦と行政機構
ジンが属した領邦および行政機構を以下に列記する。
- 1739年以前: 神聖ローマ帝国、ナッサウ＝ディレンブルク伯領/侯領（ドイツ語版）アムト・ヘルボルン
- 1739年から: 神聖ローマ帝国、ナッサウ＝ディーツ侯領（ドイツ語版）アムト・ヘルボルン
- 1806年 - 1813年: ベルク大公国（ドイツ語版、英語版）ジーク県ヘルボルン小郡
- 1813年 - 1815年: ナッサウ＝オラニア侯国アムト・ヘルボルン
- 1816年から: ドイツ連邦ナッサウ公国アムト・ヘルボルン
- 1849年から: ドイツ連邦ナッサウ公国クライスアムト・ヘルボルン
- 1854年から: ドイツ連邦ナッサウ公国アムト・ヘルボルン
- 1867年から: 北ドイツ連邦プロイセン王国ヘッセン＝ナッサウ州（ドイツ語版、英語版）ヴィースバーデン県ディル郡
- 1871年から: ドイツ国プロイセン王国ヘッセン＝ナッサウ州ヴィースバーデン県ディル郡
- 1918年から: ドイツ国プロイセン自由州ヘッセン＝ナッサウ州ヴィースバーデン県ディル郡
- 1932年から: ドイツ国プロイセン自由州ヘッセン＝ナッサウ州ヴィースバーデン県ディレンブルク郡
- 1933年から: ドイツ国プロイセン自由州ヘッセン＝ナッサウ州ヴィースバーデン県ディル郡
- 1945年から: アメリカ管理地区（ドイツ語版）グロース＝ヘッセン（ドイツ語版、英語版）、ヴィースバーデン行政管区ディル郡
- 1949年から: ドイツ連邦共和国ヘッセン州ヴィースバーデン行政管区ディル郡
- 1968年から: ドイツ連邦共和国ヘッセン州ダルムシュタット行政管区ディル郡
- 1977年から: ドイツ連邦共和国ヘッセン州ダルムシュタット行政管区ラーン＝ディル郡
- 1981年から: ドイツ連邦共和国ヘッセン州ギーセン行政管区ラーン＝ディル郡

## 行政

### 議会
ジンの町議会は、23議席で構成されている。

### 首長
ハンス＝ヴェルナー・ベンダー（無所属）は2012年5月にフーベルト・コッホ (SPD) の後継に選出された。

## 文化と見所

### 建築

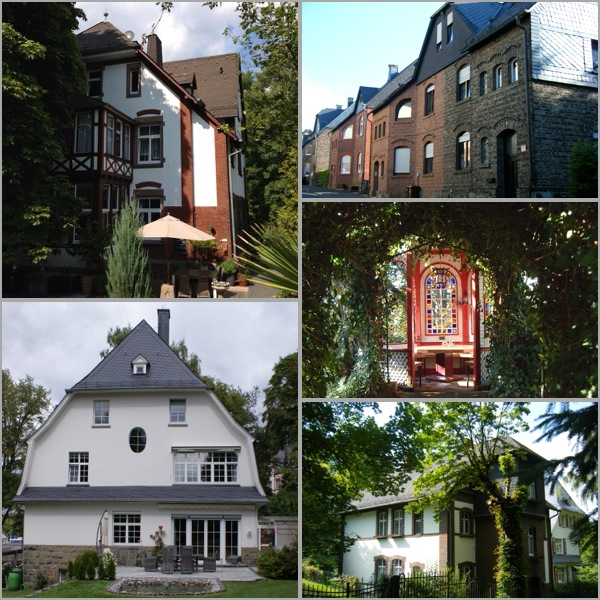
ルドルフ通りとハンザ通りの歴史的建造物

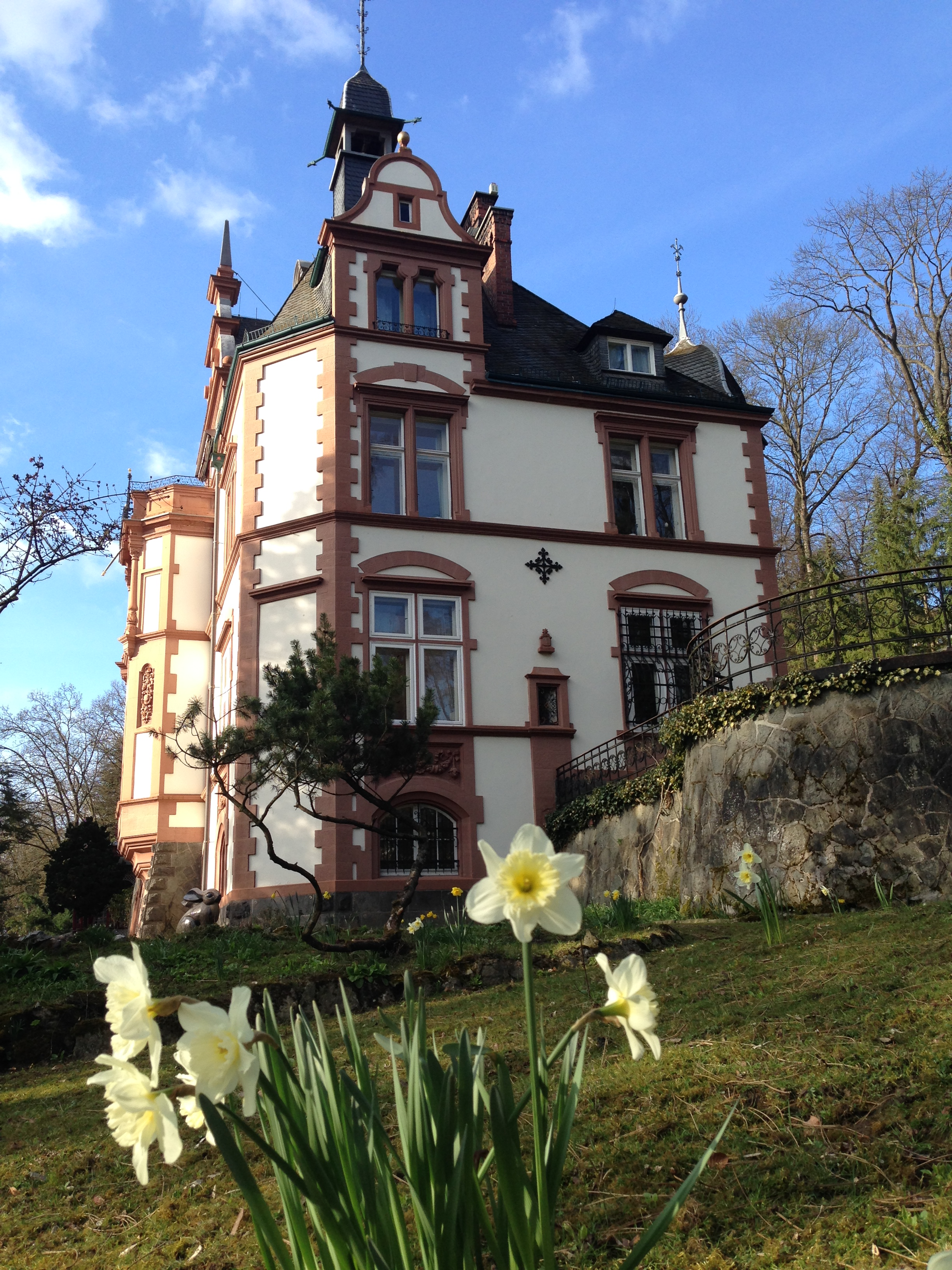
ハース邸

ジンは、ルドルフ通り/ハンザ通りの建築群の歴史的な街並みを有している。これは全国的にユニークな特徴を有しており、その全体が保護文化財に指定され保存の対象となっている。領主の庭園とハース邸（ルートヴィヒ・ホフマンの建築）周辺はかつて勤務地に居住することが義務づけられた役人や役員の豪華で特徴的な屋敷が並ぶ。彼らと直接関係していたノイホフヌングスヒュッテ（製鉄所）がその向かい側に見られ、食料品店や小売店も入居している。その前にあるシュラーフハウスやパルメンハウスは、1960年代から1980年代に、当時の文化財保護に対する社会的関心の不足から歴史的重要性が理解されず、解体された。
別館建築を含めすべての現存する建物は、ベランダ、テラス、ロッジ、出窓、異なる屋根の形など、高い多様性を示している。それはたとえば、ルドルフ通り4番地と6番地の建物にはっきりと現れている。イギリスのコテジ様式の影響を受けたカントリーハウス風の館は、もっぱらその建築のボリューム感によって職業上の階級を協調している。これに対して隣の建物は、木組み建築などの郷土の建築様式に見られる後期歴史主義様式の要素を取り入れている。
デュースブルクの役人集落ブリアースハイムと対照的に、ルドルフ通り/ハンザ通り全域は現在も人が暮らしており、住民が自主的に近代化、再構築を行っており、オリジナルの建物を入念に修繕している。
労働者階級のためにハンザ通りに離れて建てられた2つの家屋は、前時代から引き継いだ階級社会の特色だけでなく、ビスマルク時代の特徴も示している。この建物の上水道、電気、風呂、トイレの水準はヴィルヘルム皇帝時代にしては進歩的なものであった。ルートヴィヒ・ホフマンによってネオルネサンス様式で建設されたルドルフ通り1番地と8番地のみごとな建築は、簡素化の時代にありながらレンガ造りのファサードとアーチを有している。
古い樹木や植樹がなされた庭園の全景が文化財に指定されている。中国風の茶席、ハース邸の金属装飾がなされた主門や様々な様式要素や付属調度を有する垣に囲まれた公園が含まれており、ディルタールを境としてラーン＝ディル山地自然公園につながっている。
1900年頃に集落の中心に建設された新福音主義教会と学校の建築複合体もルートヴィヒ・ホフマンによって計画されたものである。そのすぐ隣にはディレンブルクの芸術家フィリップ・ザイラーの漆喰作品を有する1631年建造の木組みの教会がある。

## 経済と社会資本

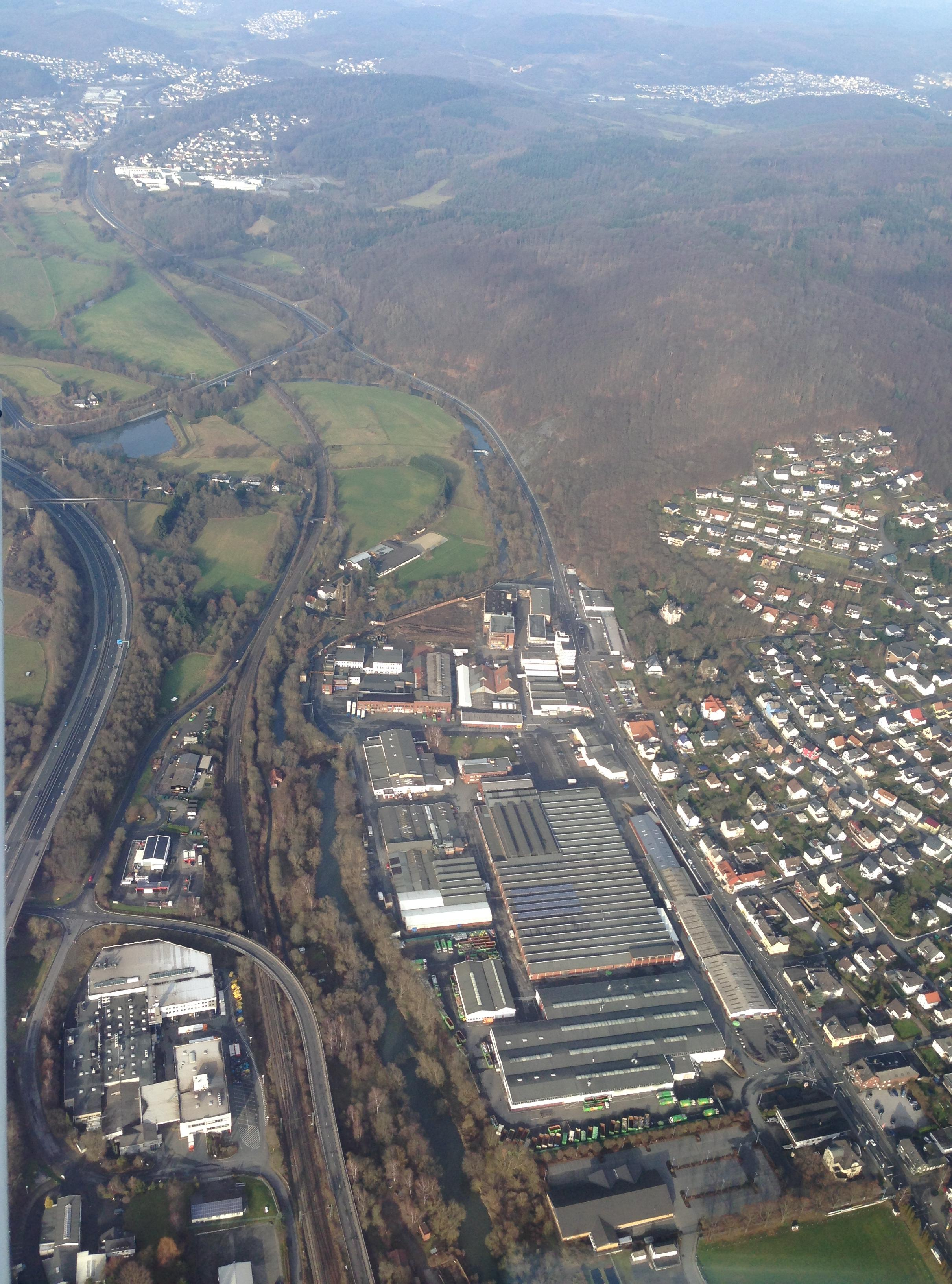
ジンの産業地区

第二次世界大戦後、農業の衰退に伴ってエーディンゲンとフライスバッハは住宅地になっていったが、ジンは重要な工業町であり続けた。鋳造業が以前と変わらず重要な地位を占めており、なかでも「グロッケン・ウント・クンストギーセライ・リンカー」はドイツで最も古い教会の鐘の鋳造業者である。模型作りや型作り、設備作りも鋳造業の範疇である。この他にこの町に存在する職種には、駆動装置・制御装置技術、機械製造、工具・装置製造、変造技術、電気メッキ、計測・制御技術がある。ジンは新たに進出するのに魅力的な産業地域である。

### 交通
この町は、アウトバーン A45号線（ザウアーラント線）のヘルボルン北インターチェンジで広域道路網と結ばれている。町内を連邦道 B277号ディレンブルク - ヴェッツラー線が通っている。
ジン地区とエーディンゲン地区に、地方鉄道ディル線（ジーゲン - ギーセン）の駅がある。最寄りの大きな空港（フランクフルト、ケルン、ドルトムント）へは約1時間で到着できる。

### 教育
ノイエ・フリーデンシューレ（基礎課程学校、本課程学校、実科学校）は、ジン、フライスバッハ、ヘルバッハ、メルケンバッハにキャンパスを有している。ヨハネウム＝ギムナジウム・ヘルボンとは 3 km 離れている。

### レジャー
ジンでは、多彩な文化イベントを含む活発なサークル活動が行われている。テニスコート、森のプール、サッカーグラウンド、乗馬施設などのスポーツ施設がある。この町は三方をラーン＝ディル＝ベルクラント自然公園に囲まれている。ヤーコブスヴェーク、デルンバッハヴィーゼンヴェークや歴史的な「ホーエ・シュトラーセ」（プロイセンレンヴェーク）といった標識が整備され、ジン周辺の自然美と結びついていた遊歩道が数多くある。長さ 10 km のシュティッパハタールには、多くのビオトープや釣り池のほかに、ランやジンチョウゲなどの珍しい植物もある。